# Arstanosaurus akkurganensis
Arstanosaurus akkurganensis — вид птахотазових динозаврів, базальний у надродині Гадрозавроїди (Hadrosauroidea). Динозавр існував наприкінці крейдового періоду на території сучасної Азії.

## Скам'янілості
Викопні рештки динозавра знайдені у відкладеннях формації Бостобе поблизу міста Кизилорда у Казахстані.